# Bohumil Štěpán (výtvarník)
Bohumil Štěpán (12. dubna 1913, Křivoklát – 1. března 1985, Mnichov, Německo) byl český malíř, grafik, kolážista, ilustrátor, karikaturista a filmový výtvarník. Patřil k osobnostem českého výtvarného a dílem i filmového umění. Výtvarné prostředky, kterými vybočoval z běžného výtvarného standardu, spočívaly v jednoduchosti a překvapivé výtvarné zkratce.

## Život
Narodil se na Křivoklátě. Jako mladý muž se chtěl stát elektrotechnikem a přitom stále kreslil. Zjistil, že ho kreslení baví mnohem více než práce s elektřinou. Svůj výrazný výtvarný talent rozvíjel nejprve studiem na soukromé grafické škole profesora Viléma Rottera v Praze, po které navštěvoval ateliér prof. Kunce na pražské Ukrajinské akademii výtvarných umění.
Profesor Rotter mladého Štěpána doporučil v nakladatelství Melantrich a sehnal mu tam místo reklamního grafika. Tam se Štěpán seznámil především se světoznámou francouzskou modernou. Dělal veškerou reklamu pro nakladatelství, výklady pro knihkupectví a filmový program až do roku 1944, kdy se zúčastnil odboje a schovával se v lesích. Po roce 1946 byl již výtvarníkem nakladatelství Melantrich a zabýval se užitnou a knižní grafikou. Svůj výtvarný projev obohatil o kresbu a koláž, následně se pustil do fotomontáží. Jeho dokonale vypracovaný styl se objevoval v padesátých a šedesátých letech 20. století hojně také na filmových plakátech a karikaturách v časopisech Dikobraz a slovenském Roháči.
Jako velmi mladý teprve v devatenácti letech se oženil s Gabrielou. Po dvaceti letech se rozešli, když si Gabriela našla jiného muže, velitele hasičů Praha-jih a který měl stálé povolání, pravidelný plat a jistou budoucnost. Bohumil Štěpán byl najednou znovu svobodný, avšak již zanedlouho poznal svoji druhou ženu Hanu v redakci Dikobrazu. Brzo na to se vzali, pracovně se doplňovali, navzájem se obohacovali a stali se velmi produktivními a známými osobnostmi svého oboru.
Štěpán svými kolážemi doprovodil film Smích (1964) a nejvýrazněji se do plakátové filmové tvorby zapsal plakátem k filmu Limonádový Joe aneb Koňská opera (1964). Skutečná lavina Štěpánových koláží a kreseb je spojena i s rokem 1968, kdy doplňoval ve své stručnosti výstižnými karikaturami celou početnou skupinu československých karikaturistů. Mezi lety 1952 až 1969 se jeho karikatury i ilustrace objevovaly v periodikách jako například Literární noviny, Tvorba, Plamen, Mladý svět a jiné. Štěpán patřil ke spoluzakladatelům skupiny Polylegran, která se počátkem 60. let zformovala z okruhu spolupracovníků Mladý svět a ke které náleželi ti nejvýraznější a nejproduktivnější karikaturisté od jejího založení až do jejího rozpadu po srpnu 1968.
Štěpánovy výtvarné práce se tiskly v Maďarsku, Polsku, Bulharsku a v dalších zemích. V letech 1959 až 1960 začali docházet i redaktoři se zemí západní Evropy. Po B výstavě u Topiče (Haus Topic), kam přišlo přes 50 000 návštěvníků, byl zván na výstavy do Berlína, Vídně, Curychu a do Hamburku.
V srpnu 1968 odešel se svou ženou Hanou do Německa, kde žil, pracoval a až do své smrti 1. března 1985. V Německu, kde byl známý, mu v Pardonu, Nebelspalter, Die Zeit, Süddeutsche Zeitung a jiných denících a časopisech vydávali jeho práce. Vytvořil též několik krátkých animovaných filmů.

## Ocenění
Haškova Lipnice, 1961

## Knihy, krátké filmy a jiné umělecké práce
| Autor                                           | Název díla                                                                                 | Nakladatelství                                      | Rok  |
| ----------------------------------------------- | ------------------------------------------------------------------------------------------ | --------------------------------------------------- | ---- |
| Bohumil Stepan                                  | Sluníčko, maceška a slunečnice                                                             | Státní nakladatelství dětské knihy - vazba leporelo | 1963 |
| Jaroslav Šikl (scénář a režie)                  | Ženy a koláže Štěpána - Koláře                                                             | Československý film                                 | 1964 |
| L. Aškenázy (Bohumil Štěpán jako ilustrátor)    | Praštěné pohádky                                                                           | Státní nakladatelství dětské knihy                  | 1965 |
| Pavel Fiala                                     | Ryba Hulajdá                                                                               | Mladá fronta                                        | 1966 |
| Karel Poláček (B. Štěpán jako ilustrátor)       | Vše pro firmu                                                                              | Východočeské nakladatelství                         | 1966 |
| Bohumil Stepan                                  | Bohumil Stepan 1968                                                                        | Galerie Hammer                                      | 1968 |
| Bohumil Stepan - Adolf Hoffmeister              | Der erotische Humor Bohumil Stepans (Katalog zur Ausstellung im Berlin Europa-Center 1968) | Galerie Hammer                                      | 1968 |
| Bohumil Stepan                                  | Galerie                                                                                    | Mladá fronta                                        | 1968 |
| Jonathan Swift (Bohumil Štěpán jako ilustrátor) | Gulliverovy cesty                                                                          | Odeon                                               | 1968 |
| Bohumil Stepan                                  | Höchst nützliche und dankenswerte Erfindungen                                              | Hanser Verlag                                       | 1971 |
| Bohumil Stepan - Boris von Borresholm           | Die Ordnung                                                                                | Westdeutschland                                     | 1971 |
| Bohumil Stepan                                  | Arrangement (německy)                                                                      | DTV                                                 | 1972 |
| Bohumil Stepan                                  | Familienalbum Collagen (německy)                                                           | DTV                                                 | 1972 |
| Bohumil Stepan                                  | Olympisches                                                                                | Fischer Verlag                                      | 1972 |
| Bohumil Stepan                                  | Knusperhäuschen                                                                            | Ravensburger                                        | 1974 |
| Bohumil Stepan                                  | Eisenbahnhumor                                                                             | Verkehrswissenschaftl. Lehrmittelgesellschaft       | 1975 |

## Výstavy
- Moravská galerie v Brně - sbírky on-line, Bohumil Štěpán
- eMuseum, Museum für Gestaltung Zürich, Archiv Zürcher Hochschule der Künste, Bohumil Štěpán 1960, plakát "Nábřeží úsvitu"
- Galerie nächst st. Stephan Rosemarie Schwarzwälder, Archiv 1965-1970 Archivováno 18. 6. 2022 na Wayback Machine., ještě nezdigitalizován
- Národní Galerie Praha, Bohumil Štěpán - Fotbalový míč s hřebíky, 1968-1969, Krizový červený telefon, 1962